# 형성 평가
형성 평가 (形成評價, formative evaluation)는 대상(학생, 교수 프로그램 등)을 향상시키려는 목적으로 행해지는 평가이다. 1967년 마이클 스크리븐이 제안한 용어로 결과나 성과보다는 과정에 초점을 두고 이루어지는 평가이다.
학생을 대상으로 할 경우 추가적인 학습이 필요한 지를 알아볼 수 있고, 교수 프로그램을 대상으로 할 경우, 형성 평가의 결과를 바탕으로 수정 및 보완할 수 있다. 흔히 말하는 쪽지 시험은 형성 평가에 속하며, 중간고사와 기말고사는 총괄 평가에 속한다고 할 수 있다.

## 개요
형성평가란 학습 및 교수가 진행되고 있는 유동적(流動的) 상태에 있는 도중에 학생에게 송환효과(送還效果,feed-back)를 주고, 교육과정을 개선하며, 수업방법을 개선하기 위해 실시하는 평가이다. 이 같은 형성평가는 학생의 학습을 증진시키기 위한 목적뿐 아니라, 그에 뒤이어 교수방법을 개선하고 교육과정에 어떤 개선을 초래하기 위해 실시하는 평가이다. 또한 학습이 끝난 다음에 실시하는 총합평가(總合評價)와는 달리 학습이 형성되고 있는 시기에 실시하는 평가이기 때문에 학습증진의 극대화가 이뤄지도록 해야 하는 것이 목적이다. 그러므로, 형성평가를 통하여 이 같은 목적을 달성할 수 있는 증거를 얻어야 하고, 평가 때문에 학생이나 교사에게 부정적인 효과를 미치지 않도록 통제하지 않으면 안 된다.
형성평가의 두드러진 특징은 다음과 같다.
- 형성평가는 교수·학습이 아직 유동적인 시기에 교과·교수·학습의 개선을 위해 실시하는 평가이다. 형성평가의 목적은 점수를 매기거나, 학생의 성적을 판정하려거나, 교사의 능력을 평가하려는 것이 목적이 아니라, 학생의 학습을 증진시키기 위해 무엇을 개선해야 할 것인가를 찾으려는 평가이다.
- 형성평가는 교수·학습과정을 제일차적으로 이끌어 가고 개선해 가야 할 교사가 제작하는 것이 원칙이다. 총합평가나 진단평가는 평가전문가나 측정전문가가 제작할 수도 있고, 또 때로는 평가이론이나 기술에 해박한 지식과 경험을 가진 전문가가 제작한 평가도구가 더 유용한 정보를 제공해 줄 수도 있다. 그러나 형성평가는 지금 진행 중인 프로그램에 관해 어떤 정보를 얻으려는 것이기 때문에 가르치는 교사 자신이 이것을 제작하는 것이 도리어 합당하다.
- 교육목표 혹은 교수목표를 기초로 평가를 한다는 것이 형성평가의 중요한 특징의 하나이다. 즉 목표지향평가(criteri-on-referred evaluation)를 한다는 것이다. 교육과정이건, 교과목이건, 교과서이건, 그것은 학생이 어떤 목표를 달성하도록 짜여진 경험의 조직체이다. 이같이 설정해 놓은 목표를 학습상황에서 성취하고 있느냐 없느냐를 결정하는 일이 교사의 역할이다. 목표가 결정되기 전에 교육과정이 있을 수 없으며, 목표도 모르는 채 수업을 할 수는 없는 일이다. 형성평가의 중요한 목적은 이같이 설정된 목표를 학생이 수긍할 만한 정도로 성취하고 있느냐를 결정하는 일이며, 성취하지 못했을 때 어디에 개선을 가져와야 할 것인가를 결정하는 정보를 제공하려는 데 있다.

## 분류
- 일대일 평가
- 소집단 평가
- 현장 평가

## 같이 보기
- 진단 평가
- 총합 평가